# Terrell Harris
Terrell Dexter Deshawn Harris (* 25. August 1993 in Indiantown (Florida), USA) ist ein US-amerikanischer Basketballspieler.

## Laufbahn
Bereits zu seiner High-School-Zeit an der William T. Dwyer High (Palm Beach Gardens (Florida)) spielte Terrell Harris Basketball. Er gewann mit seiner Mannschaft die State Championship 2010/2011 und erreichte den dritten Platz der National High School Championships. Seine Zeit im College-Sport startete er zunächst mit einem Jahr am Mars Hill College, welches in der South Atlantic Conference der Liga NCAA II antritt. In der Spielzeit 2012/13 nahm er nicht am Spielbetrieb teil (Redshirt-Season), um anschließend von 2013 bis 2016 für die Georgia College & State University (ebenfalls NCAA II) zu spielen. In seiner letzten College-Saison wurde er zum „Spieler des Jahres“ der Peach Belt Conference der NCAA II gekürt.
Nach seiner College-Zeit wechselte er zunächst für ein Jahr nach Deutschland, wo er in der Saison 2016/2017 für die Iserlohn Kangaroos in der ProB auflief. Dort absolvierte er insgesamt 26 Spiele, in denen er durchschnittlich 18,1 Punkten erzielte. Im Anschluss spielte er eine Saison für die Svendborg Rabbits in der dänischen Basketball-Liga (24 Ligaeinsätze: 17,0 Punkte/Spiel), bevor er 2018 durch einen erneuten Wechsel nach Deutschland zu den Rostock Seawolves erstmals in der ProA zum Einsatz kam.
Obwohl sich die Seawolves nach der Saison um eine Vertragsverlängerung bemühten, gelang es ihnen nicht, Harris – als mit durchschnittlich 13,6 Punkten pro Spiel drittbesten Schützen der ProA-Saison 2018/19 – zu halten. Mit Beginn der Saison 2019/20 wechselte er zum Liga-Konkurrenten Niners Chemnitz. Harris war in der Mitte März 2020 wegen der Ausbreitung des Coronavirus SARS-CoV-2 vorzeitig beendeten Saison 19/20 bester Chemnitzer Korbschütze (14,1 Punkte/Spiel). Er stand mit seiner Mannschaft auf dem ersten Tabellenplatz, als das Spieljahr abgebrochen wurde, was für Chemnitz die Erlangung des Bundesliga-Aufstiegsrechts bedeutete. Mit 11,4 Punkten je Begegnung war Harris im Spieljahr 2020/21 drittbester Korbschütze der Sachsen in der Bundesliga. Im Sommer 2021 wurde er vom Bundesliga-Konkurrenten Crailsheim Merlins unter Vertrag genommen.
Harris stand eine Saison lang in Diensten der Hohenloher, im Sommer 2022 nahm er ein Angebot vom türkischen Erstligisten Büyükçekmece Basketbol Takımı an. 2023 wechselte er zum italienischen Zweitligisten BCC Treviglio.